# Torrent de la Font de Trens

El Torrent de la Font de Trens, respecte del terme de Granera

El torrent de la Font de Trens és un torrent del terme municipal de Granera, a la comarca del Moianès.
Es forma al nord-est de la masia de Trens, en el vessant de ponent del Serrat de Coronell. Des d'aquell lloc davalla cap al sud-oest, passant pel nord de la masia esmentada; passa a migdia de la Font de Trens i s'aboca en el torrent de Trens al sud-oest d'aquesta masia.